# John Grant (musicista)
John William Grant (Denver, 25 luglio 1968) è un musicista e cantautore statunitense.

## Biografia
Nato e cresciuto a Denver, nel 1994 forma i The Czars di cui è il cantante e frontman nei sei album pubblicati fino al loro scioglimento avvenuto dal 2004 per motivazioni interne. Trasferitosi poi a New York, inizia ad esibirsi come solista suonando di supporto tra gli altri per Flaming Lips e Midlake. Sarà proprio quest'ultima band a notarlo e ad aiutarlo a comporre, registrare e produrre in due mesi il suo album di debutto Queen of Denmark pubblicato nel 2010 dalla Bella Union, la stessa etichette discografica della sua precedente band.
L'album gli è valso un Mojo Award come "Miglior artista dal vivo", oltre a due ulteriori nomination per le categorie "Miglior canzone", con "Marz", e "Miglior album".

### Pale Green Ghosts (2013-2014)
Durante un viaggio in Islanda per esibirsi all'Airwaves Festival, Grant ha incontrato Birgir Þórarinsson (alias Biggi Veira) del gruppo pop elettronico islandese GusGus. I suoni dance elettronici e sintetizzati che stava cercando e sperimentando nello studio di Veira hanno fatto da sfondo al suo secondo album Pale Green Ghosts, prodotto dallo stesso Veira. La cantante irlandese Sinéad O'Connor è stata ospite di tre tracce. Grant è stato rapidamente e profondamente toccato dalla gente e dal paesaggio islandese, tanto che ora ha una casa permanente a Reykjavík.[7] Pale Green Ghosts è stato pubblicato nel marzo 2013 con il plauso della critica. È stato l'album dell'anno della Rough Trade Records[16] e si è classificato al secondo posto nell'elenco dei migliori album del 2013 del Guardian.[17] Seguì una nomination come miglior artista solista ai Q Awards, con David Bowie e Laura Marling tra gli altri candidati.[18] Ha anche ricevuto una nomination come miglior artista solista maschile internazionale ai Brit Awards nel 2014,[19] Nello stesso anno, Grant ha messo in pratica le sue abilità linguistiche traducendo l'album di Ásgeir Trausti Dýrð í dauðaþögn. La versione inglese, In the Silence, è stata rilasciata ad ottobre. Nel 2014, Grant ha co-scritto "No Prejudice", la voce islandese per l'Eurovision Song Contest di quell'anno eseguita da Pollapönk. È stato anche ospite dell'uscita per il 40 ° anniversario di Goodbye Yellow Brick Road di Elton John, coverizzando la canzone "Sweet Painted Lady". È stato anche ospite dell'album The Feast of The Broken Heart di Hercules & Love Affair ed è stato anche nominato Man of the Year per il 2014 dalla rivista Attitude. Sempre nel 2014, si è unito al gruppo britannico Elbow nella tappa nordamericana del loro tour. In ottobre, accompagnato dalla BBC Philharmonic Orchestra, ha registrato brani dei suoi primi due album per un concerto su BBC Radio 6 Music arrangiato da Fiona Brice. Questo è stato pubblicato come un album chiamato John Grant e la BBC Philharmonic Orchestra: Live in Concert.[20] Grant ha concluso il 2014 con recensioni entusiastiche dopo il suo tour nelle sale da concerto nel Regno Unito con la Royal Northern Sinfonia. La rivista Clash ha scritto che il concerto "potrebbe onestamente essere uno dei più grandi concerti di tutti i tempi alla Royal Festival Hall di Londra".[21] Quella notte, ha duettato con Alison Goldfrapp nella canzone di Nancy Sinatra e Lee Hazlewood"Some Velvet Morning".

### Grey Tickles, Black Pressure (2015–2017)
Grant ha pubblicato il suo terzo album da solista Grey Tickles, Black Pressure nel 2015.[22] Registrato a Dallas e prodotto da John Congleton, includeva i vocalist ospiti Tracey Thorn e Amanda Palmer e il batterista Budgie.[23] L'album è stato acclamato da NME,[24] The Guardian,[25] e Mojo.[26] Prima di intraprendere un tour mondiale, Grant è apparso nel talk show britannico Later... with Jools Holland all'inizio di ottobre. Accompagnato sul palco da una band che comprendeva diversi coristi e il batterista ospite Budgie,[27] tenne uno spettacolo all'Hammersmith Apollo di Londra, ricevendo una recensione a cinque stelle dalla stampa nazionale.[28] A luglio, ha suonato ai festival di Glastonbury e Latitude prima di intraprendere un tour mondiale. L'anno successivo, ha girato gran parte degli Stati Uniti e dell'Europa. Nell'ottobre dello stesso anno, fece una terza apparizione nello show della BBC Two Later... with Jools Holland.[29] Grant ha co-scritto e registrato il brano "I Don't Want To Hurt You" con Robbie Williams, presente nell'album del 2016 di Williams The Heavy Entertainment Show. Nel 2016 si è esibito in una mostra personale alla Royal Albert Hall, che è stata accolta con recensioni entusiastiche. È stato raggiunto sul palco da Richard Hawley che ha eseguito "Disappointing" da Grey Tickles, Black Pressure. Ospiti anche Cate Le Bon, che ha duettato in "Torn Between Two Lovers" (una canzone resa famosa da Mary MacGregor) e Kylie Minogue in un'esibizione di "Glacier". Minogue invitò Grant di nuovo alla Royal Albert Hall per duettare con lei in "Confide In Me" per A Kylie Christmas nel dicembre dello stesso anno.[32] Due canzoni del 2013, "Black Belt" e "Pale Green Ghosts", sono apparse nella serie HBO Looking. Il 3 dicembre, Grant è stato oggetto di Reimagining the City della BBC Radio 4, dove ha portato gli ascoltatori in giro per la sua nuova città natale, Reykjavík.[33] Nel 2017, Grant è apparsa all'Hay Literary Festival in una conversazione con Cosey Fanni Tutti per discutere della sua autobiografia Art Sex Music, che era stata nominata Libro dell'anno da Sunday Times, Telegraph e Rough Trade Records.[34] Grant ha annunciato nel 2017 di aver firmato con gli editori Little, Brown and Company per scrivere la propria autobiografia.[35] Il 2017 lo ha visto anche curare il North Atlantic Flux: Sounds From Smoky Bay, un evento di quattro giorni che celebra il meglio della cultura nordica e scandinava nell'ambito dell'anno di Hull come città della cultura del Regno Unito. Il festival, una collaborazione con Curated Place, ha vinto tre premi ai The Drum UK Event Awards, incluso il prestigioso Cultural Event of the Year. I momenti salienti del festival includevano le esibizioni di Susanne Sundfør, GusGus, Tonik Ensemble, Nils Bech, Adelle
Stripe, Wrangler e lo stesso Grant, che hanno anche tenuto una sessione di domande e risposte di due ore ospitata dalla scrittrice e poetessa Adelle Stripe e in seguito descritta come "avvincente".[36] A luglio, Grant è tornato alla Royal Albert Hall per contribuire a un evento di raccolta fondi per conto di Stonewall, per una conversazione con Elizabeth Fraser dei Cocteau Twins; la serata ha segnato il 50º anniversario della legge sui reati sessuali del 1967.[37] Quel mese, Grant si unì anche a una distinta formazione che celebrava la musica di Scott Walker, come parte dei Late Night Proms della BBC. L'Heritage Orchestra diretta da Jules Buckley si è unita agli ospiti speciali Grant, Susanne Sundfør, Richard Hawley e Jarvis Cocker per eseguire una serie di canzoni di Walker. L'evento è stato trasmesso su BBC Four, BBC Radio 3 e BBC Radio 6 Music.[38] Grant ha anche registrato "Mountaineers", un duetto con Susanne Sundfør per il suo album Music for People in Trouble, che è stato pubblicato nell'agosto 2017.[39] Dopo essere stato in tour con Elbow negli Stati Uniti nel 2014, Grant ha collaborato con Guy Garvey per registrare una versione in duetto di "Kindling (Fickle Flame)" di Elbow, che è stata pubblicata nel settembre 2017.[40] Grant è stato un cantante ospite di The Great Distraction, un album del quintetto art-electro rock di Leeds Vessels . Il singolo "Erase the Tapes" con Grant è stato pubblicato a settembre 2017.[41] Grant ha anche trascorso del tempo lavorando a un progetto collaterale chiamato Creep Show, una collaborazione con i membri di Wrangler Stephen Mallinder, Phil Winter e Benge.[42] Descritto come "pop sperimentale" e "funk surreale", il primo singolo del gruppo "Modern Parenting" dal loro album Mr Dynamite è stato pubblicato il 30 gennaio, mentre l'album completo è stato rilasciato il 16 marzo 2018.

### Love is Magic (2018–2020)
Il 9 luglio 2018, Grant ha pubblicato un breve video teaser sui social media. Il giorno seguente, insieme all'annuncio del suo quarto album, Love Is Magic, una canzone con lo stesso nome, tratta dal nuovo album, è stata rilasciata come download digitale e video con i testi.[43] L'album Love Is Magic è stato pubblicato in ottobre con recensioni favorevoli.[44] In una recensione di 5 stelle su 5, The Independent ha descritto il disco come "umorismo sardonico e gocce di pura onestà da far fermare il cuore", [45] e NME lo ha salutato come un album di "brillantezza che fa spazio anche a una tranquilla introspezione" .[46] Grant è poi andato in tournée nel Regno Unito con una band al completo, tra cui Budgie alla batteria, prima di intraprendere un tour mondiale da novembre.

### Boy from Michigan (2021-oggi)
Nel gennaio 2021, Grant ha pubblicato un singolo chiamato "The Only Baby" con un video musicale di accompagnamento.[48] A marzo pubblicò un nuovo singolo, "Boy From Michigan", e annunciò il suo nuovo album con lo stesso nome.[49] A maggio è stato pubblicato il singolo "Billy", il secondo dal nuovo album.[50] L'album è stato rilasciato il 25 giugno e ha ricevuto consensi.
Il 4 ottobre 2022 con il brano We have all the time in the world ha partecipato al concerto "The Sounds of 007".

## Influenze
Grant cita tra le sue influenze band ed artisti provenienti dagli anni 70 e 80 come Supertramp, Bread, Journey, Bronski Beat, Depeche Mode, New Order, Visage, Yazoo, Blancmange, ABBA, Alien Sex Fiend, Eurythmics, Ultravox, Kate Bush, Liz Fraser dei Cocteau Twins, Lisa Gerrard e Brendan Perry dei Dead Can Dance, Frank Black dei Pixies e, per la stesura dei testi, Mark Eitzel degli American Music Club.

## Discografia

### Con i The Czars
- 1996 - Moodswing
- 1997 - The La Brea Tar Pits of Routine
- 2000 - Before...But Longer
- 2001 - The Ugly People Vs. the Beautiful People
- 2004 - Goodbye
- 2005 - Sorry I Made You Cry (raccolta)

### Solista
- 2010 - Queen of Denmark
- 2013 - Pale Green Ghosts
- 2015 - Grey Tickles, Black Pressure
- 2018 - Love Is Magic
- 2021 - Boy from Michigan
- 2024 - The Art Of The Lie (Bella Union)